# Ernst Karding
Ernst Karding (* 6. Juni 1879 in Landsberg (Warthe); † 12. August 1964 in Flensburg) war ein deutscher Fußballspieler, Beamter im gehobenen Justizdienst und zuletzt Bankdirektor.  

## Karriere

### Sport

Karding (Mitte, stehend)
und Mitspieler des Freiburger FC im Jahr 1898

Karding, aus der preußischen Provinz Brandenburg stammend, begann sein Studium der Rechtswissenschaften in Freiburg im Breisgau und schloss es später in  Halle an der Saale ab.
Während seiner Studienzeit in Freiburg im Breisgau gründete er mit weiteren Fußballbegeisterten am 17. Dezember 1897 den Freiburger FC, für den er von da an – bis Juni 1900 – als Torwart spielte.
Mit der Mannschaft nahm er auch an der – vom zuvor am 17. Oktober desselben Jahres in Karlsruhe gegründeten Verband Süddeutscher Fußball-Vereine – ausgetragenen Endrunde um die Süddeutsche Meisterschaft 1898/99 teil. Aus dem ersten offiziell ausgetragenen Wettbewerb, an dem acht, darunter sechs der acht Gründungsvereine des Verbandes, im Pokalmodus teilnahmen, ging er mit seiner Mannschaft als erster Süddeutscher Meister hervor. Das am 8. Januar 1899 in Karlsruhe ausgetragene Finale gegen den 1. FC Pforzheim wurde mit 6:1 gewonnen. Von 1898 bis 1900 war er zudem Schriftführer des Verbandes.

### Beruf
Nach seiner Zeit in Halle an der Saale, wo er sein Studium 1902 mit Promotion abschloss, war er von 1903 bis 1905 als 1. Schriftführer des am 28. Januar 1900 gegründeten Deutschen Fußball-Bundes tätig.

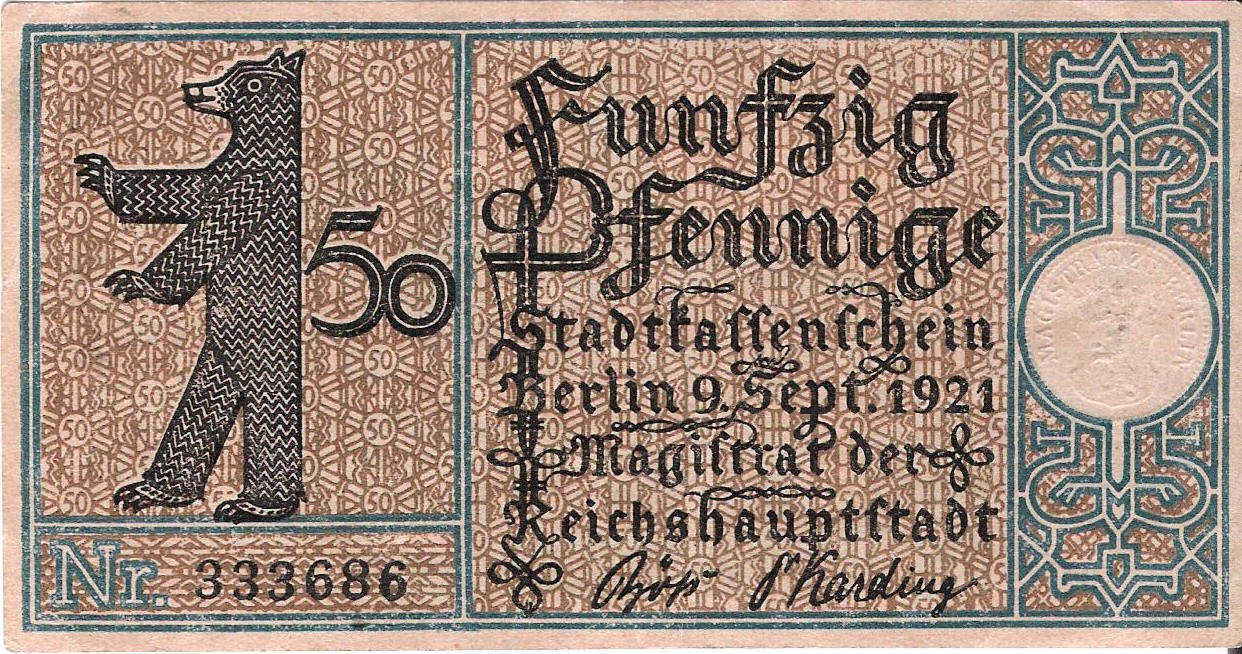
Berliner Stadtkassenschein 1921
unterschrieben von Stadtkämmerer Karding

Danach wurde er als Rechtspfleger im gehobenen Justizdienst verbeamtet. Von da an bekleidete er in den folgenden Jahren seines zivilberuflichen Wirkens nachfolgende Ämter:
- 1906 Stadtrat in Flensburg
- 1921 bis 1926 Kämmerer der Stadt Berlin
- 1926 Direktor der Deutschen Hypothekenbank

und war darüber hinaus Mitglied des
- Ausschusses des Centralverbandes des Deutschen Bank- und Bankiergewerbes
- Reichskuratoriums für Wirtschaftlichkeit in Industrie und Handwerk
- Fachausschusses der Industrie- und Handelskammer zu Berlin